# 2038
L'any 2038 (MMXXXVII) serà un any comú que començarà en divendres segons el calendari gregorià, l'any 2038 de l'era comuna (CE) i Anno Domini (AD), el 38è any del tercer mil·lenni, el 38è any del segle xxi, i el novè any de la dècada del 2030.

## Esdeveniments
Països Catalans
Resta del món
Gener
- 5 de gener - Eclipsi solar anular al Mar Carib, Oceà Atlàntic i occidental d'Àfrica
- 19 de gener
  - es desbordarà una representació informàtica comú de la data i l'hora, amb resultats potencials similars al problema de l'any 2000
  - amb similar efecte que el problema de l'any 2000, que afecta els sistemes o programes escrits en C ++, C i similars, per exemple els sistemes operatius que utilitzen la representació del temps amb el sistema POSIX en arquitectura de 32 bits. Aquest problema no afecta els sistemes operatius de 64 bits. Els sistemes de 32 bits poden seguir funcionant, tot i que no podran mostrar l'hora en passar les 03:14:07
  - Veure: Problema de l'any 2038

Abril
- 12 d'abril - Els documents relacionats amb el programa PRISM NSA havien de ser desclassificats pel govern dels Estats Units[1]
- 25 d'abril - Setmana Santa es produeix en la seva última data possible. L'última vegada que es va produir va ser a 1943. Després de 2038, la propera vegada que es produirà serà el 2190.[2]

Juliol
- 2 de juliol - Eclipsi solar anular al nord d'Amèrica del Sud, Oceà Atlàntic i Àfrica.[3]

Agost
- 6 d'agost - es compliran 500 anys de la fundació de Bogotà (Colòmbia)

Desembre
- 26 de desembre - Eclipsi solar total a Austràlia i Nova Zelanda.[3]

## Naixements
Països Catalans
Resta del món

## Necrològiques
Països Catalans
Resta del món

## Ficció
A la ficció de la sèrie animada Futurama, es deixa de fer servir la gasolina per reemplaçar amb oli de balena com a combustible
A la ficció del videojoc creat i escrit per David Cage Detroit: Become Human, es mostra com podria arribar a ser el nostre futur amb androides humanitzats